# Torre del Breny
La Torre del Breny es un sepulcro monumental romano construido en el siglo III en el municipio barcelonés de Castellgalí, cerca de la confluencia de los ríos Cardener y Llobregat.

## Descripción
Aparece descrita en el Sumario de las antigüedades romanas que hay en España, en especial las pertenecientes a las Bellas Artes (1832) de Juan Agustín Ceán Bermúdez con las siguientes palabras:

En una apacible llanura de su término, á la distancia de un tiro de fusil de la confluencia de los rios Cardaner y Llobegrat, y á tres horas de camino de la ciudad de Manresa, está el suntuoso edificio romano que llaman vulgarmente la Torre del Breny, de cuatro caras ó fachadas, y aislada. La que mira á poniente y al rio, y es la que está mejor conservada, consta de dos cuerpos y de un zócalo de piedra labrada, de 56 palmos de alto y de 46 de ancho. El primer cuerpo figura un gran pedestal con dentellones y cornisa: el segundo es mas rico, pues termina con arquitrabe, friso y cornisa, adornado con hojas, flores y dos leones en actitud de querer devorar una media figura humana y desnuda que tienen en el medio. Un poco mas arriba del centro de este segundo cuerpo hay un hueco de 6 palsmo de alto, de 10 de ancho y de uno de fondo, donde parece que hubo de estar colocada la inscripcion que referiría el sugeto que mandó construir esta obra, y la dedicacion.

La fachada de mediodia tiene 44 palmos de ancho en el primer cuerpo, por lo que no es perfectamente cuadrado el edificio. Por este lado, como por los otros dos de norte y oriente, sigue el mismo cornisamento en el segundo cuerpo, los propios adornos del de poniente, menos lo de los leones y de la figura humana. No hay señales de haber tenido puerta alguna, pues aunque hay una en este lado del sur, se conoce que se abrió posteriormente; pero hay una ventana de 10 palmos de alto en el segundo cuerpo de esta misma fachada. En cada una de las de las otras dos, excepto en la del cierzo, se descubre una ventanilla de dos palmos y medio en cuadro.

Lo mas extraño de este edificio es que en su interior no hay otra cosa que las grandes piedras ó cantos de que se compone, unos entrantes y otros salientes en los muros. Es dificil acertar con el objeto para que se construyó en un despoblado. Si no fue el de sarcófago, los anticuarios se podrán echar á adivinar, en el supuesto de ser un monumento respetable y bien conservado de la antigüedad romana.
(Ceán Bermúdez, 1832, pp. 18-19)

Está incluida en el Inventario del Patrimonio Arquitectónico de Cataluña, catalogada como bien cultural de interés local (BCIL) y como bien cultural de interés nacional (BCIN).